# Vidikovac
Vidikovac är en bergstopp i Bosnien och Hercegovina.   Den ligger i entiteten Federationen Bosnien och Hercegovina, i den centrala delen av landet, 8 km öster om huvudstaden Sarajevo. Toppen på Vidikovac är 1 164 meter över havet, eller 39 meter över den omgivande terrängen. Bredden vid basen är 1,3 km.
Terrängen runt Vidikovac är lite bergig. Runt Vidikovac är det ganska tätbefolkat, med 70 invånare per kvadratkilometer.. Närmaste större samhälle är Sarajevo, 7,9 km väster om Vidikovac. 
I omgivningarna runt Vidikovac växer i huvudsak blandskog.